# Sōta Nakazawa
Sōta Nakazawa (jap. 中澤 聡太, Nakazawa Sōta; * 26. Oktober 1982 in Mitaka, Präfektur Tokio) ist ein japanischer Fußballspieler.

## Laufbahn
Nakazawa begann mit dem Fußball während der Grundschulzeit beim Verein Asashigaoka SC in Asaka. Während der Mittelschule spielte er dann in der Jugendmannschaft des Erstligisten Urawa Red Diamonds und wechselte dann auf die mehr als 40 km entfernte Oberschule Funabashi, die bereits eine Vielzahl an Profifußballern hervorgebracht hat. Nach seinem Schulabschluss wurde er 2001 vom Erstligisten Kashiwa Reysol unter Vertrag genommen und hatte dort sein Profidebüt am 24. November 2001. 2006 wurde er an den FC Tokyo und 2007 an Gamba Osaka ausgeliehen, zu dem er dann wechselte. 2013 wurde er von Kawasaki Frontale verpflichtet und 2015 an Cerezo Osaka ausgeliehen.
Nakazawa war Mitglied der U-14/15-Auswahlmannschaft, der U-19/20-Auswahlmannschaft, mit der er sich für die Junioren-Fußballweltmeisterschaft 2001 qualifizierte, und der U-22-Auswahl.

## Errungene Titel
- Kaiserpokal: 2008, 2009
- J. League Cup: 2007